# (6257) Thorvaldsen
(6257) Thorvaldsen (4098 T-1) – planetoida z pasa głównego asteroid okrążająca Słońce w ciągu 3,58 lat w średniej odległości 2,34 j.a. Odkryta 26 marca 1971 roku.